# Anton Podbevšek

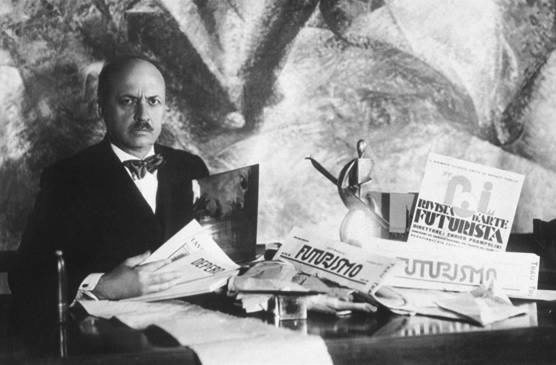
Futuristiska manifestet

Anton  Podbevšek,  född 13 juni 1898, död 14 november 1981, var poet, utgivare och redaktör men även en av de första slovenska avantgardisterna.

## Hans liv
Podbevšek föddes i Grm som ligger nära Novo mesto, Slovenien. År 1910 började han i gymnasiet i Novo mesto (Gimnazija Novo mesto) men i slutet av sin skolgång blev han mobiliserad och fick slåss för den Österrikisk-Ungerska armén på den italienska fronten. Mellan åren 1919–21 läste han slaviska språk och ekonomi vid universitet i Zagreb. Åren 1921–23 läste han slaviska språk vid Ljubljanas universitet, men avslutade inte sina studier.

## Hans verk
Podbevšek stod i centrum av en krets unga, poetiskt och konstnärligt inriktade personer i Novo Mesto, Slovenien. I hans första dikter hittar man spår av nyromantik och expressionism, de dominerande teman i dessa dikter är kärlek och död. 
I Italien publicerade Filippo Tommaso Marinetti (1876-1944) det första Futuristiska manifestet 1909 och strax efteråt publicerades en artikel om det i den slovenska tidskriften Ljubljanski zvon (Ljubljanas klocka). Men det var först den 17-årige  Anton Podbevšek som år 1915 influerad av futurismen skrev Žolta pisma (Gula brev) men även Človek z bombami (Mannen med bomberna) mellan åren 1915-1920. Boken publicerades 1925. I  Žolta pisma experimenterade han med ord, använde chockerande slagfärdiga yttranden, bildade egna nya ord, lekte med skiljetecken, använde onomatopoetiska uttryck, delade upp orden i stavelser, skapade absurda bilder och betonade ordens rumsliga och konstnärliga aspekt. I Človek z bombami  använde han metaforer som elektriska klot, ormar, maskiner och stålbalkar. Samlingen hyllades som den bästa representanten av "en ung från slutet av världskriget", men för att få lov att bli publicerad var två recensioner tvungna att bekräfta att den inte stod i opposition till katolicismen.   
På våren 1920 var han med och arrangerade det konstnärliga evenemanget Novomeška pomlad (Vår i Novo mesto) med kompositören Marij Kogoj, poeten Miran Jarc, och konstnären Božidar Jakac. Vintern 1920-21 startade litteraturkritikern Josip Vidmar, kompositören Marij Kogoj och  Podbevšek tidskriften Trije labodje (Tre svanar) i Novo mesto. Det första numret var konstnärligt och politiskt provokativt men redan andra numret var mer idylliskt och hyllade lantlivet och publicerade flera traditionella författare. Podbevšek som var den ende av dem som var socialistiskt inriktad avbröt sitt arbete med tidskriften och startade tidskriften Rdeči pilot (Den röda piloten) 1922. I det andra numret (nr. 2, 1922) skrevs ett av de första avantgarde manifesten i Slovenien, Politična umetnost (Politisk konst). Det kom endast ut två numer av tidskriften.
Efter sin futuristiska period blev Podbevšek mindre aktiv men 1939 översatte han den amerikanske poeten Walt Whitmans (1819-1892) dikter, till hans 120-årsdag. Podbevšeks översättning reflekterade hans beslut att söka efter visuellt välkonstruerade rader och strofer som man även återfinner i hans samtida expressionistiska poesi. År 1933 kom diktsamlingen Slovenska sodobna lirika (Slovensk samtida lyrik), som var en antologi av slovenska poeter från 1900 till 1930. Podbevšek finns representerad med sin expressionistiska lyrik.

## Podbevšeks påverkan
Teatergruppen Gledališče Sester Scipion Nasice som gjorde en av de mest inflytelserika teaterföreställningarna i Sloveniens teaterhistoria Krst pod Triglavom (Dop under Triglav) år 1986 splittrades 1987 och bildade teatergruppen Rdeči pilot (Den röda piloten). År 1987 startades en slovensk post-avantgarde teater grupp med namnet Politična umetnost (Politisk konst) efter Podbevšeks diktsamling. År 2005 bildades den första professionella teatern i Novo mesto med namnet Anton Podbevšek Theatre (APT).

## Hans verk på webben
- Anton Podbevšek, Zbrane Pesmi